# リズミカル☆スタイル
『リズミカル☆スタイル』は、葵みちるの漫画作品。小学館の漫画雑誌『ちゃお』2007年8月号より同年10月号まで連載された。協力としてエイベックスが関わっている。単行本はちゃおコミックスより発行され、「カリスマガールうららちゃん」など他読みきり3編を収録している。

## あらすじ
主人公神崎みかるは、小学5年生。同級生の結城里純の行動が気になり、ついていってみると、そこはダンス教室だった。里純に負けたくない一心でダンスを始めたみかるだったが、里純と一緒に大会に出場することになってしまい……。

## 登場人物
神崎みかる
小学5年生。勉強も得意でオシャレも好きな女の子。負けず嫌いな性格で、里純をライバル視している。
結城里純
小学5年生。みかると同じクラス。みかる最大のライバルで、テストの点数を競っている。ヒップホップのダンス教室に毎週通っている。

## 書誌情報
- 葵みちる『リズミカル☆スタイル』小学館〈ちゃおコミックス〉2007年11月1日発売